# Satyrium longicauda
Satyrium longicauda är en orkidéart som beskrevs av John Lindley. Satyrium longicauda ingår i släktet Satyrium och familjen orkidéer.

## Underarter
Arten delas in i följande underarter:
- S. l. jacottetianum
- S. l. longicauda